# 大野村 (岐阜県稲葉郡)
大野村（おおのむら）は、かつて岐阜県稲葉郡にあった村である。
村名は、「各務原台地の終わったところから広がる濃尾平野にある村」の意から。
現在の各務原市稲羽地区の大野町などに該当する。

## 歴史
- 江戸時代、この地域は各務郡に属し、旗本坪内氏領であった。

1869年（明治2年）の人口は328人
- 1889年（明治22年）7月1日 - 町村制により大野村が発足。
- 1897年（明治30年）4月1日[3] - 厚見郡、各務郡、方県郡の一部が合併し、稲葉郡となる。大野村は稲葉郡の村となる。
- 1897年（明治30年）4月1日 - 三井村、上戸村、小佐野村と合併し更木村が発足。同日大野村は廃止。

## 神社・仏閣
- 自得寺 -臨済宗妙心寺派の尼寺
- 熊野神社
- 白山神社